# Copa de Campeones de la UFI
La Copa de Campeones de la UFI o Campeonato Nacional de Clubes del Interior (conocido también como Pre-Intermedia) fue un torneo anual de Tercera División organizado por la Unión del Fútbol del Interior de Paraguay. El campeón de este torneo obtenía el derecho a participar desde el año siguiente en la División Intermedia o Segunda División.
Se disputó desde el año 1998 y hasta el 2007, y contaba con la participación de equipos campeones provenientes de diversas ligas regionales de fútbol del interior del país.

## Historia

### El origen
La competición surgió como producto de la política de la A.P.F. de promover la integración entre los equipos del interior del país y los de la capital y alrededores. 
En 1997 se había creado la División Intermedia (ubicada entre la Primera División y la Primera de Ascenso: entonces ambas metropolitanas) como categoría semiprofesional que reunía a equipos de la zona metropolitana de la capital con equipos de las ligas regionales de fútbol del interior (dependientes de la U.F.I.). 
Para el primer campeonato de la Intermedia, en 1997, no se había disputado esta copa y por lo mismo ocho representantes del interior del país (campeones locales) ingresaron directamente, para sumarse a los ocho mejores equipos de la Primera de Ascenso, metropolitana. Se aceptó a 12 de Octubre de Itauguá, Olimpia de Itá, 8 de Diciembre de Caacupé, Universal de Encarnación, Atlético Juventud, 2 de Mayo de Pedro Juan Caballero, Sport Coronel Oviedo y Universidad Católica de Villarrica.
Aparentemente, en 1998 se permitió el ingreso de Cerro Porteño de Presidente Franco a la misma División Intermedia (en la que mantendría hasta el 2001), el mismo año en que se dio inicio a esta competencia que clasificaría a dicha División por vez primera para el torneo de la segunda división de 1999.
Como a fines de ese mismo 1998 se contaba con varios campeones regionales que deseaban el ingreso a dicha división y solo una plaza, surgió la necesidad de crear un clasificatorio o pretorneo para ascender a dicha categoría. 

### La disputa de la Copa
El campeonato se jugó ininterrumpidamente desde 1998 hasta el año 2007, y durante sus diez ediciones todos los campeones fueron diferentes equipos. El Departamento Central es la región con más equipos ganadores, pero es Ciudad del Este (de Alto Paraná) el único distrito con dos equipos campeones: el 3 de febrero y el Ciudad Nueva. Además, si bien Cerro Porteño de Presidente Franco procede de otra ciudad, pertenece al igual que los dos anteriores a la Liga Deportiva Paranaense, la única con más de un equipo campeón en esta competición. 
Durante su disputa el número de equipos fue variando de acuerdo a las solicitudes presentadas cada año y al cumplimiento de requisitos, siendo el principal haber obtenido el título de campeón en la liga respectiva el año anterior (aunque también se permitía participar a los que hayan tenido un buen desempeño en esta misma Copa en años pasados). 

#### Descripción de los torneos
El primer campeonato, jugado durante 1998, tuvo como campeón al Sportivo Obrero, uno de los grandes de San Juan Bautista, el cual empató en la final jugada en Ypacaraí con el 1.º de Mayo de Ciudad Presidente Franco por 4 a 4, pero ganó en penales 4-3.
El segundo torneo, de 1999, fue ganado por el campeón de la 4.ª región deportiva de la U.F.I. el Sport Club Barrio Guaraní de San Lorenzo. El subcampeón resultó el Primavera de Arroyos y Esteros.
La tercera competencia fue ganada en forma invicta en el 2000 por un club de Ciudad del Este (la segunda ciudad en tamaño del país), el 3 de Febrero que se impuso en la final al Itá Ybaté de Villeta por 3-0 de local y 2-1 de visitante. 3 de Febrero venía de ser ganador de su zona regional (serie A) y de empatar 3-3 con Olimpia de Itá (2° de la serie B), luego de ganarle de visitante por 3-1. Ita Ybaté (1° serie C) había ganado de local a Silvio Pettirossi de Encarnación (1° serie B) 2-1 y luego empató 1-1. En el torneo también participaron Nacional de Saltos del Guairá y San Lorenzo de Caaguazú (serie A), 24 de junio de San Juan Misiones (serie B), 4 de Octubre de Atyrá y Nacional de San José.
El mismo Ita Ybaté sería el campeón del siguiente torneo (2001) al derrotar en las finales al Olimpia de Itá, luego de empatar como local 1-1 y vencerlo de visitante por 2-1. El campeón había ganado en semifinales al Sportivo Coronel Oviedo por 1-0 (Villeta) y 2-1 (Oviedo). Por su parte, Olimpia había vencido al 8 de diciembre de Caacupé 2 a 1 en Itá, tras el juego de ida que terminó 1 a 1. Finalmente, el campeón villetano no pudo participar en la División Intermedia y tuvo que ser reemplazado por Olimpia, por no contar con la documentación de su estadio. En las rondas previas fueron eliminados el San Lorenzo de Caaguazú y 4 de Octubre de Atyrá.
El torneo de 2002 (en el cual ya no participaría el Itá Ybaté) tendría como campeón al club Cerro Porteño de Presidente Franco, también proveniente de la Liga Paranaense como el 3 de febrero; el cual ganó las finales al Gral Díaz de Pedro Juan Caballero por 0-4 y 1-4. El torneo contó con la participación de 8 de Diciembre (Caacupé), Sportivo Coronel Oviedo (Coronel Oviedo), General Díaz (Pedro Juan Caballero) y San Lorenzo (Caaguazú) en el grupo A; y, Cerro Porteño (Presidente Franco), Silvio Pettirossi (Encarnación), Atlético R.I. 3 Corrales (Ciudad del Este) y Sportivo Barrio Guaraní (San Lorenzo), en el grupo B. Sportivo Coronel Oviedo (2° del grupo A) perdió ante el Cerro Porteño en semifinales (1° del grupo B) por 4 a 2 en penales (luego del 3-1 y 0-1). El segundo del grupo B, Pettirossi, perdió ante General Díaz por 3-4 y 3-4.
En el 2003 se disputaría la 6ª edición con la participación de Olimpia (Itá), Sport Barrio Guaraní (San Lorenzo), 8 de Diciembre (Caacupé) y Teniente Herreros Buenos (Luque), en el grupo A; Nacional (Hernandarias), At. R.I.3 Corrales (Ciudad del Este), General Caballero (Juan León Mallorquín) y San Lorenzo (Caaguazú), en el grupo B; Nueva Estrella (Encarnación), Nanawa (Presidente Franco) y 24 de Junio (Misiones), en el grupo C; y, 2 de Mayo (Pedro Juan Caballero), 8 de Diciembre (Caaguazú) y Sportivo Coronel Oviedo (Coronel Oviedo), en el grupo D. En cuartos de final se enfrentaron los ganadores y segundos de cada grupo. En semifinales Olimpia eliminó al 8 de diciembre y 2 de Mayo a Nacional, en ambos casos en penales. El campeón sería el 2 de mayo de Pedro Juan, tras ganar el tercer partido (finalísima) al Olimpia de Itá. En este torneo no participaron por encontrarse sus estadios en refacciones: General Díaz de Pedro Juan Caballero, Silvio Pettirossi de Encarnación y el 4 de Octubre de Atyrá.
En el 2004, el campeón fue Ciudad Nueva de Ciudad del Este y de manera invicta, pero fue reemplazado por un semifinalista, Silvio Pettirossi de Encarnación, pues los dos mejores no contaban con instalaciones apropiadas. El subcampeón fue Juventud Ypanense de Ypané, que había eliminado en semifinales al Pettirossi, el otro semifinalista fue 8 de Diciembre de Caaguazú. A la penúltima instancia llegaron los ganadores de la fase regional, integradas por clubes de Alto Paraná (Ciudad Nueva de Ciudad del Este, Nanawa de Presidente Franco, Nacional de Hernandarias y Gral. Caballero de Juan León Mallorquín), Caaguazú (8 de Diciembre de Caaguazú, San Lorenzo de Caaguazú y Sportivo Coronel Oviedo), Cordillera-Itapúa (4 de Octubre de Atyrá, 8 de Diciembre de Caacupé, Pettirossi de Encarnación) y Central (Sport Barrio Guaraní de San Lorenzo, 13 de Junio de Reducto San Lorenzo y Juventud Ypanense de Ypané).
El campeonato del 2005 fue ganado por Choré Central, que se impuso en cuartos de final al 22 de Setiembre de Encarnación, en semifinales (penales) al Deportivo Sajonia de la Liga Dr. Gaspar Rodríguez de Francia, y luego en la final derrotó también en penales al Martín Ledesma de Capiatá, que había venido de ganar al 8 de diciembre de Caaguazú en semis. Los emparejamientos de cuartos de final fueron: 8 de Diciembre de Caacupé-Deportivo Sajonia, Choré Central-22 de septiembre de Encarnación, 8 de diciembre de Caaguazú-Atlético El Mensú de Yguazú y Martín Ledesma de Capiatá-Juventud Ypanense.
En el 2006 el campeón fue el Martín Ledesma, tras ganar en 1ª fase del Dpto. Central al Juventud Ypanense, en semifinales al Sportivo Coronel Oviedo (clasificado como único representante del Dpto. de Caaguazú) y en la final al Pettirossi de Encarnación por 3-1, 2-4, 1-1 y 5-4 en penales (este club venía de eliminar en 1ª fase de Itapuá a 22 de septiembre y 1° de marzo de Encarnación). El otro semifinalista fue General Caballero de Juan León Mallorquín, quien derrotó al Atlético El Mensú de Colonia Yguazú en la 1ª fase del Dpto. Alto Paraná. En este torneo no fueron admitidos diversos equipos por falta de cancha: 29 de Junio (San Pedro), 8 de Diciembre (Caacupé), 8 de Diciembre (Caaguazú), Sportivo Obrero (Misiones), Sport Barrio Guaraní (San Lorenzo), 6 de Diciembre (Ypané), Porvenir (San Antonio), 2 de febrero (Capiatá) y Deportivo Sajonia.
El último campeón fue Benjamín Aceval de Presidente Hayes, ganador del triangular final ante el 4 de Octubre de Atyrá (subcampeón) y el Club Hernandarias de Alto Paraná. Este torneo contó con la marca de 17 clubes, con fases regionales en los departamentos de Itapúa, Alto Paraná, Central, Presidente Hayes, Cordillera y Caaguazú.

#### Fin de la Copa
El campeonato fue reemplazado en el 2008 por un torneo conocido como Mini-Interligas. Pues, para el 2009 se reservó el lugar para equipos del interior en la Intermedia al campeón de dicha disputa (el cual, como sería una selección de la liga regional, tenía que convertirse en club para participar). En este torneo jugaron los 32 mejores ubicados el año anterior en el Campeonato Nacional de Interligas (2007/2008), una antigua competición entre las selecciones de todas las ligas regionales del interior de Paraguay. El ganador del Mini Interligas 2008/2009 fue la Liga Santaniana por lo que luego debió fundarse como un club unificado para participar en la Segunda División. Lo mismo sucedió con la selección de la Liga Carapegüeña, campeona del 2010/2011 y que formó el Sportivo Carapeguá.
Posteriormente el ascenso de selecciones del interior solo se permitiría directamente cada dos años, por lo que el Mini-Interligas fue descontinuado y reemplazado por el añejo Campeonato Nacional Interligas. Además, en el 2011 se creó la Primera División B Nacional, continuadora directa de esta Copa de Campeones, pero que a diferencia de la misma, no contaría solo con equipos campeones de ligas locales, sino también con aquellos que soliciten su ingreso y posean la infraestructura necesaria.

### Logros de los campeones
Los primeros ganadores de este torneo, Sportivo Obrero de San Juan Bautista y Barrio Guaraní de San Lorenzo, estuvieron solo por un breve tiempo en la División Intermedia y luego regresaron a sus ligas de origen; en el segundo por dos temporadas (1999-2000). Sin embargo, el campeón del 2000, el 3 de febrero jugó por 4 años como protagonista principal de la Intermedia, hasta que ascendió a la Primera División, en la que se mantendría por 7 temporadas seguidas (2005-2011) hasta descender de vuelta a la Segunda División, en la cual se mantiene actualmente.
En el 2001 ascendió el subcampeón Olimpia (Itá), solo pudo estar un año en la Intermedia, pues acabó 10° entre 14 y luego perdió en penales la serie de dos partidos por la permanencia ante el club River Plate.
El segundo campeón del este, el Cerro Porteño, estuvo militando por muchos años en la Intermedia, hasta que salió campeón en el 2011 y ascendió a Primera desde 2012.
El ganador de 2003, el Club Sportivo 2 de mayo, también llegó a Primera División, pues fue el campeón en su segunda intervención, en el 2005; permanecería por cuatro años en la principal categoría (2006-2009). Luego descendió a la Intermedia, y al siguiente año de nuevo, pero, al crearse la Primera Nacional B, pudo participar en el 2011, coronándose como su primer campeón y retornando a la Intermedia.
El equipo encarnaceno de Pettirossi, semifinalista ascendido en el 2004, solo duró una temporada en la Intermedia, tras la cual volvió a su liga de origen.
Choré Central, campeón del 2005 y gran aglutinador del público de su ciudad, permaneció por dos años en la intermedia y luego descendió. Al crearse la Primera Nacional B, logró su pase entre los 7 mejores del clasificatorio de la UFI, y en dicha tercera división se mantiene.
Martín Ledesma estuvo solo 1 año en la Intermedia y luego descendió por acabar 9° entre 10, siendo último el equipo de Choré. Luego ascendería el Benjamín Aceval, que estuvo por dos años en la segunda categoría, pues acabó 11° entre los 12 clubes del 2009.
Al no haber campeonato interclubes del interior en el 2008, los directivos del club Martín Ledesma solicitaron su ingreso al campeonato metropolitano de 4ª división, en el que jugaron desde el 2008 y llegaron a cuartos de final, en el 2009 salieron subcampeones y ascendieron a Tercera, en la cual fueron subcampeones en el 2010. En el 2012 fueron de nuevo subcampeones y lograron su ascenso a la División Intermedia tras ganar el interdivisional a Concepcionera. 
Para el 2010, los excampeones descendidos, Olimpia y Benjamín Aceval fueron invitados junto al Fulgencio Yegros de Ñemby a ingresar a la Cuarta División o Primera C, debido a su cercanía con la capital. Ese mismo año, Aceval alcanzó el 4° lugar y Olimpia el 3° por lo que este último ascendió a la Primera B metropolitana. En el 2012, Benjamín Aceval salió subcampeón y también ascendió a la tercera categoría.
En total fueron 10 los equipos que llegaron a la División Intermedia luego de ganar esta copa, de los mismos, 3 alcanzaron la Primera División. Actualmente, dos equipos nunca han bajado de la Segunda luego de ascender con este campeonato, uno está en Primera División (Cerro Porteño), y uno en la División Intermedia, luego de ascender y descender de Primera (3 de Febrero).

## Sistema de competición
Aunque el sistema varió con los años y de acuerdo al número de inscriptos, predominó un sistema de disputas a dos fases: una primera fase de grupos (generalmente grupos regionales o departamentales) y una segunda de eliminación directa, con partidos a ida y vuelta, compuesta de cuartos de final, semifinales y final; o, de estas dos últimas. 

## Campeones y Subcampeones[5]
| Edición | Clubes  | Año  | Campeón                | Ciudad               | Departamento     | Temps. en 2º Div. | Temps. en 1º Div. | Subcampeón        | Ciudad               | Departamento  |
| ------- | ------- | ---- | ---------------------- | -------------------- | ---------------- | ----------------- | ----------------- | ----------------- | -------------------- | ------------- |
| I       |         | 1998 | Sportivo Obrero        | San Juan Bautista    | Misiones         | 1 o 2             | 0                 | 1.º de Mayo       | Presidente Franco    | Alto Paraná   |
| II      |         | 1999 | Barrio Guaraní         | San Lorenzo          | Central          | 2                 | 0                 | Primavera         | Arroyos y Esteros    | La Cordillera |
| III     | 9       | 2000 | 3 de Febrero (invicto) | Ciudad del Este      | Alto Paraná      | 6                 | 8                 | Itá Ybaté         | Villeta              | Central       |
| IV      | 6 o más | 2001 | Itá Ybate              | Villeta              | Central          | 1+1               | 0                 | Olimpia de Itá    | Itá                  | Central       |
| V       | 8       | 2002 | Cerro Porteño PF       | Presidente Franco    | Alto Paraná      | 10                | 2                 | General Díaz      | Pedro Juan Caballero | Amambay       |
| VI      | 14      | 2003 | 2 de Mayo              | Pedro Juan Caballero | Amambay          | 8                 | 4                 | Olimpia de Itá    | Itá                  | Central       |
| VII     | 13      | 2004 | Ciudad Nueva (invicto) | Ciudad del Este      | Alto Paraná      | 1                 | 0                 | Juventud Ypanense | Ypané                | Central       |
| VIII    | 12      | 2005 | Choré Central          | Choré                | San Pedro        | 2                 | 0                 | Martín Ledesma    | Capiatá              | Central       |
| IX      | 8       | 2006 | Martín Ledesma         | Capiatá              | Central          | 1+2               | 0                 | Silvio Pettirossi | Encarnación          | Itapúa        |
| X       | 17      | 2007 | Dr. Benjamín Aceval    | Villa Hayes          | Presidente Hayes | 2                 | 0                 | 4 de Octubre      | Atyrá                | La Cordillera |

1. ↑  Actualizada al 2014.
2. ↑  Actualizada al 2014.
3. ↑  Ascendió a Primera División en el 2004 y en el 2013.
4. ↑  Ascendió el finalista Olimpia de Itá, debido a que el campeón no contaba con documentación adecuada de su campo de juego.
5. ↑  Volvió a ascender a Intermedia en el 2013 pero como campeón de Primera B metropolitana. (Ya había jugado en dicha división como invitado en 1997-8, años no incluidos).
6. ↑  Ya había jugado en Primera Div. los años 1994, y 1998 a 2001 (no incluidos aquí).
7. ↑  Campeón de la Intermedia 2011.
8. ↑  Volvió a ascender a Intermedia en el 2011 pero como campeón de Primera B Nacional, el equivalente a este torneo.
9. ↑  Campeón de la Intermedia 2005.
10. ↑  Ascendió el semifinalista Silvio Pettirossi de Encarnación, debido a que los dos mejores no contaban con un estadio acorde a las normas.
11. ↑  Los equipos representantes de los Departamentos de Alto Paraná, Caaguazú y La Cordillera, tuvieron que ganar una fase departamental previa para obtener el derecho a participar en este campeonato.
12. ↑  Por no tener instalaciones adecuadas, 9 equipos no pudieron disputarlo pese a que deseaban hacerlo.
13. ↑  Volvió a ascender en el 2012, pero como campeón de la Primera B metropolitana.

### Campeones por departamento
| Departamento     | Cant. | Clubes                                             |
| ---------------- | ----- | -------------------------------------------------- |
| Central          | 3     | Barrio Guaraní, Ita Ybaté y Martín Ledesma         |
| Alto Paraná      | 3     | 3 de Febrero, Cerro Porteño de P.F. y Ciudad Nueva |
| Presidente Hayes | 1     | Benjamín Aceval                                    |
| San Pedro        | 1     | Choré Central                                      |
| Amambay          | 1     | 2 de Mayo                                          |
| Misiones         | 1     | Sportivo Obrero                                    |